# عصام بهيج
عصام بهيج (26 فبراير 1931 بالإسكندرية - 4 ديسمبر 2008 بالقاهرة)، لاعب ومدرب كرة قدم مصري سابق بنادي الزمالك، من أهم رموز نادي الزمالك ومنتخب مصر. وممن تسبب في زيادة شعبية نادي الزمالك فهو رمز للقلعه البيضاء. كان جزءًا من الفريق الذي فاز بكأس الأمم الأفريقية 1959، وسجل هدفي الفوز لبلاده في المباراة النهائية. كلاعب، كان لاعبًا مبدعًا في مصر وأحد أفضل لاعبي جيله. كمدير فني، درب بهيج فريق نادي الزمالك لموسم واحد فقط في مسيرته، ونجح في الفوز بالدوري المصري الممتاز، كأس مصر، الكأس الأفروآسيوية للأندية، كأس الصداقة الدولية. تزوج من الفنانة ناهد جبر .

## الحياة المبكرة
ولد عصام بهيج في 26 فبراير 1931 في الإسكندرية، مصر لعائلة من الطبقة المتوسطة. بدأ لعب كرة القدم في شوارع المدينة. بعد ذلك، لعب لفريق شباب نادي المنصورة. ثم انتقل إلى القاهرة للتجنيد في الكلية الحربية المصرية في منتصف الأربعينيات.

## المسيرة الرياضية

### مع نادي الزمالك
تم اكتشاف موهبة عصام بهيج من قبل رئيس نادي الزمالك محمد حيدر باشا الذي اختاره لفريق الناشئين بالنادي عندما كان عمره 18 عامًا. في عام 1949، لعب للفريق الأول لنادي الزمالك، وسرعان ما أصبح لاعبًا أساسيًا للفريق بفضل موهبته ومهاراته، ووصل إلى الشهرة في سن مبكرة. عُرف بهيج بولائه وإخلاصه لنادي الزمالك، مما زاد من شعبيته بين جماهير النادي وجماهير كرة القدم المصرية بشكل عام. لعب لمدة أحد عشر موسمًا للزمالك. على الرغم من مسيرته القصيرة كلاعب محترف، بسبب اعتزاله المبكر، إلا أنه فاز مع فريقه بستة ألقاب لكأس مصر (1951–52، 1954–55، 1956–57، 1957–58، 1958–59، 1959–60). كما فاز مع الزمالك ببطولة دوري منطقة القاهرة لثلاث مواسم متتالية في أعوام (1950–51، 1951–52، 1952–53). وفي موسمه الأخير فاز مع الفريق ببطولة الدوري المصري الممتاز في موسم (1959–60)، وكان من أبرز اللاعبين في هذا الموسم. ولم يلعب بهيج لأي نادٍ آخر طوال مسيرته الكروية، ويعتبر رمزًا لنادي الزمالك طوال تاريخه. اعتزل كرة القدم عام 1960.

### المسيرة الدولية
مع منتخب بلاده لعب مع منتخب مصر لكرة القدم لمدة أحد عشر عامًا، من عام 1949 وحتى اعتزاله، وتم استدعاؤه للمشاركة في دورة الألعاب الأوليمبية الصيفية وكان ضمن تشكيلة مصر التي شاركت في الألعاب الأوليمبية الصيفية عام 1952 في هلسنكي. خاض مع المنتخب المصري بطولة كأس الأمم الأفريقية لعام 1959، شارك في المبارتين أمام منتخبي إثيوبيا والسودان، وأحرز هدفين في المباراة النهائية أمام منتخب السودان ليقود مصر للفوز بالبطولة للمرة الثانية. كما اشتهر بإحراز هدفاً في مرمى منتحب فرنسا من على بعد أربعون ياردة في نهائي منافسات كرة القدم بدورة ألعاب البحر المتوسط 1955 وحقق المنتخب المصري الميدالية الذهبية في تلك البطولة.

## المسيرة التدريبية
تولى تدريب نادي البنك الأهلي المصري في سبعينيات القرن العشرين، ودرّب الزمالك موسم 1987-88 وحقق مع الفريق ثلاثة بطولات رسمية، وهي بطولة الدوري المصري وبطولة كأس مصر والبطولة الأفروآسيوية، بالإضافة للفوز بكأس الصداقة.
درب نادي القناة موسم 1999-2000، ودرب نادي الشرقية موسم 2000-01، ودرّب نادي سوهاج موسم 2001-02.
ولقد عمل في مجلس إدارة نادي الزمالك ولمع إداريا كما لمع مدربا ولاعبا وهو صهرا لرئيس نادي الزمالك الأستاذ ممدوح عباس
وصاحب الرقم القياسي لنادي الزمالك كمدرب حقق 10 فوز متتالي في الدوري العام وهذا الرقم لم يحطم حتى الآن مع أي مدرب آخر . كما اشترك في إدارة نادي الزمالك كعضو مجلس إدارة .

## النشاط الفني
شارك في فيلم واحد فقط هو حديث المدينة عام 1964، وعاد بعد انقطاع طويل بالمشاركة بمسلسل زمن عماد الدين عام 2002 في دور فخرى باشا الزهار.

## وفاته
توفي بعد صراع مع المرض في 4 ديسمبر 2008، ودفن بالقاهرة في حضور لفيف من محبيه أبرزهم طارق يحيى.

## إنجازات

### لاعب
نادي الزمالك
- دوري منطقة القاهرة: 1950–51, 1951–52, 1952–53
- كأس مصر: 1951–52, 1954–55, 1956–57, 1957–58، 1958–59، 1959–60
- الدوري المصري الممتاز: 1959–60

منتخب مصر
- ألعاب البحر الأبيض المتوسط: 1955
- كأس الأمم الإفريقية: 1959

### مدرب
نادي الزمالك
- الدوري المصري: 1987–88
- كأس مصر: 1987–88
- الكأس الأفروآسيوية للأندية: 1987
- كأس الصداقة الدولية: 1988

## روابط خارجية
- عصام بهيج على موقع قاعدة بيانات كرة القدم.إي يو (الإنجليزية)
- عصام بهيج على موقع ناشيونال فوتبول تيمز (الإنجليزية)
- عصام بهيج على قاعدة بيانات الأفلام العربية